# Yacine Aliane
Yacine Aliane est un footballeur algérien né le 21 janvier 1999 à Bab El Oued, dans la wilaya d'Alger. Il évolue au poste d'allier gauche au MC Oran,.

## Biographie
En 2020, Aliane est promu en équipe première de l'USM Alger,.
En 2021, il rejoint l'ASO Chlef.

## Palmarès
- Coupe d'Algérie (1)
  - Vainqueur : 2022-23 avec l'ASO Chlef[6].